# Yazid ibn al-Muhàl·lab
Yazid ibn al-Muhàl·lab (àrab: يزيد بن المهلب, Yazīd ibn al-Muhallab) fou fill del general Abu-Saïd al-Muhàl·lab ibn Abi-Sufra i el seu successor en el govern del Khurasan vers 702, i després governador de l'Iraq i Khurasan (715/716 a 717).
Va participar al costat del seu pare en les campanyes contra els azraquites (687-697) i després va anar al Khurasan amb el seu pare quan aquest fou nomenat governador. A la mort del pare el va succeir en el govern però només el va ocupar un dos anys, i fou destituït per Abu-Muhàmmad al-Hajjaj ibn Yússuf el 704 ocupant el seu lloc Al-Mufàddal ibn Yazid (al seu torn substituït pocs mesos després per Qutayba ibn Múslim al-Bahilí). Llavors també van perdre els càrrec que ocupaven altres membres de la família i la major part empresonats i torturats per obligar-los a renunciar als béns.
Yazid, empresonat, es va poder escapar i es va refugiar a Palestina sent acollit pel futur califa Sulayman ibn Abd-al-Malik (califa 715-717) que el va protegir així com a altres membres de la família, en contra d'al-Hajjaj. Quan Sulayman va pujar al tron el 715 el va nomenar governador de l'Iraq i del Khurasan, i llavors va prendre revenja en la família d'al-Hajjaj. No va anar al Khurasan fins al 716 deixant el govern de l'Iraq interinament al mawla tamimita Sàlih ibn Abd-ar-Rahman. Va fer campanya a Gurgan i va presumir de les riqueses de les que s'havia apoderat (717) però al pujar al tron Úmar ibn Abd-al-Aziz el 717 fou revocat i obligat a pagar la cinquena part. Fou empresonat (718) però es va poder escapar (719) i el califa va morir el 720. Llavors va anar a Bàssora per veure si podia fer alliberar els membres de la seva família que estaven detinguts allí i per obtenir el seu perdó del nou califa Yazid II. Al no aconseguir res es va revoltar i es va declarar pels hashimites però fou derrotat per Maslama ibn Abd al-Malik (governador de l'Iraq) l'agost del 720 i va morir a la lluita.
Els seus seguidors van fugir al Sind on Habib ibn al-Muhàl·lab havia estat nomenat governador, però foren morts o capturats, i els que van quedar foren enviats de retorn a Síria on foren executats i els seus béns confiscats; els seus ramats foren donats als zutt d'al-Massisa.